# ذيل على شكل - V

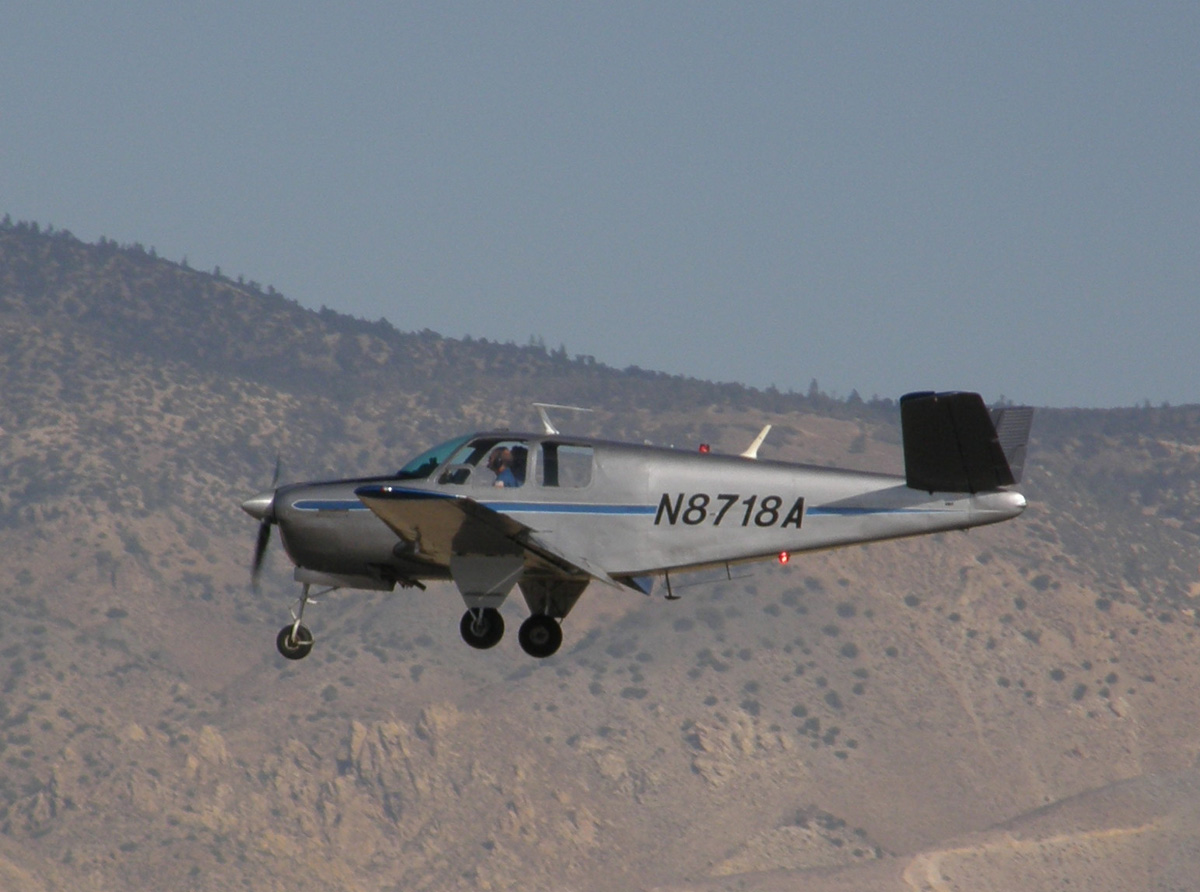
منذ عام 1950 وطائرة بيتشكرافت بونانزا (V-B35) ذات ذيل على شكل - V، لا تزال تشغلها المدرسة الوطنية لاختبار الطيارين في مطار موهافي.

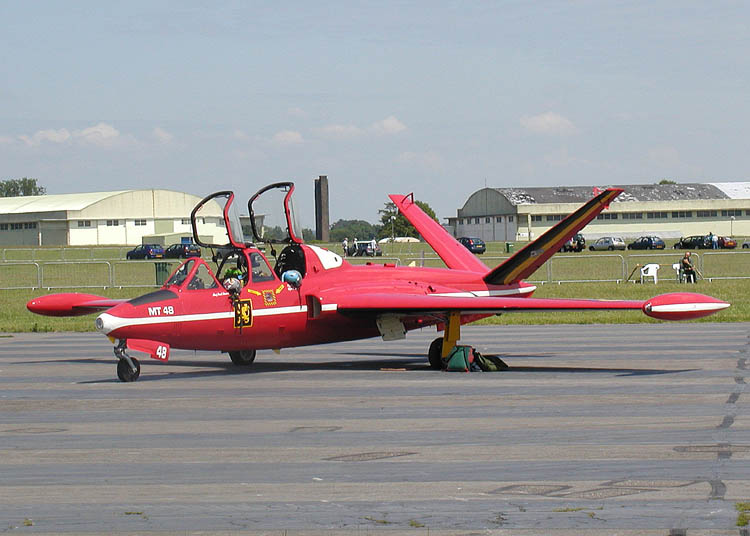
طائرة ذات ذيل على شكل - V من طراز Fouga Magister تعمل مع سلاح الجو البلجيكي.

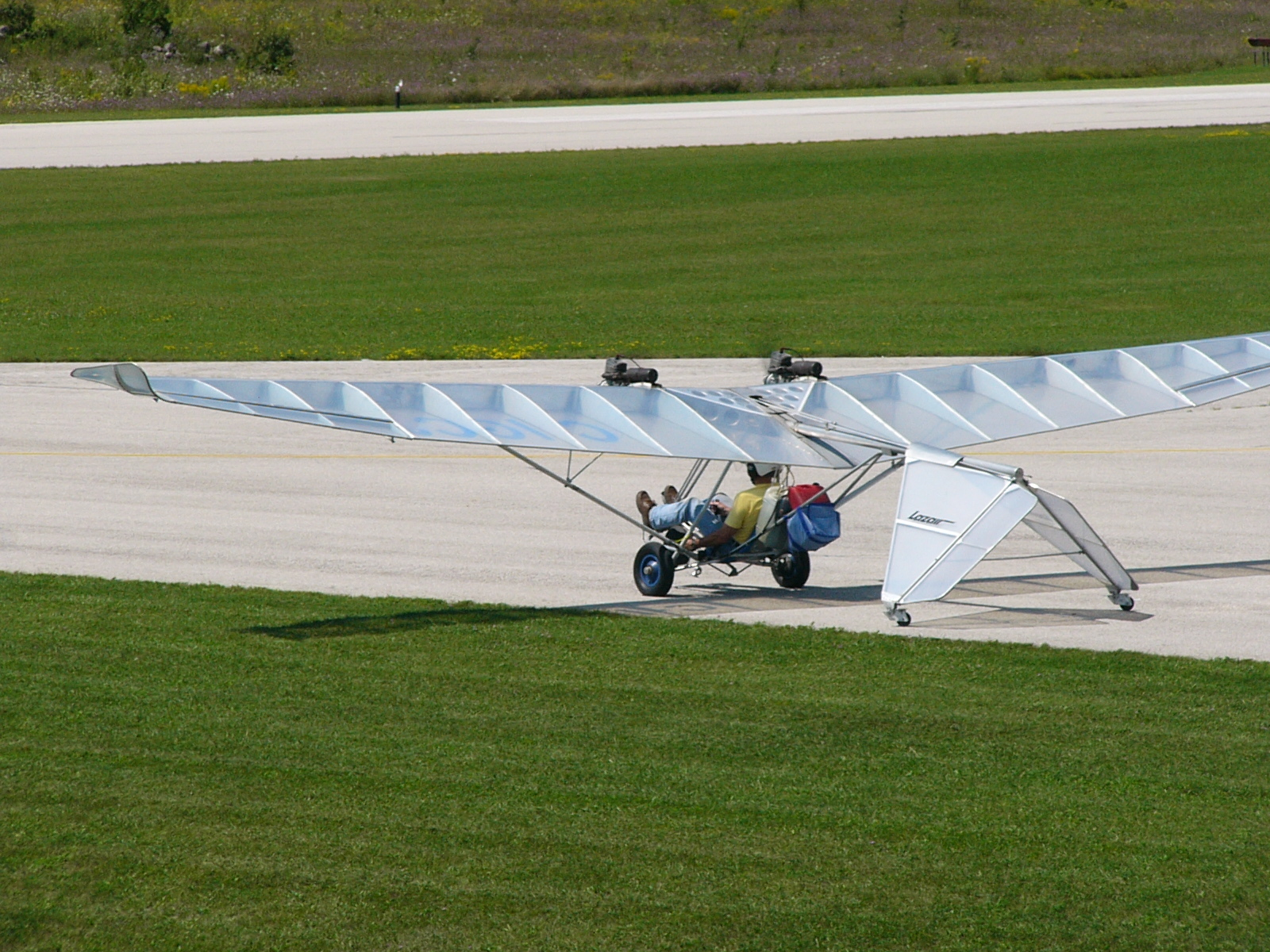
An Ultraflight Lazair showing its inverted V-tail covered with translucent فلوريد متعدد الفاينيل

ذيل على شكل - V (بالإنجليزية: V-tail)‏ في الطائرات، هو ذيل يكون تكوينة على شكل حرف في (بالإنجليزية: V)‏ ويسمى أحيانا بذيل الفراشة،  هو ترتيب غير تقليدي لأسطح التحكم بالذيل والذي يحل محل الزعنفة التقليدية والأسطح الأفقية من خلال دمجها في اثنتين من الأسطح يكون التكوين فيها على شكل حرف V عندما ينظر إليها من امام أو خلف الطائرة.